# Lamprocles
Lamprocles (en griego Λαμπροκλῆς Lamproklē̂s; 416-s. IV a. C.) fue el hijo mayor de Sócrates y Jantipa. Sus dos hermanos pequeños eran Menexeno y Sofronisco, aunque estos pudieron ser hijos de otra madre, Mirto. Lamprocles era un muchacho (meirakion) cuando Sócrates fue juzgado y ejecutado. Según Aristóteles, los descendientes de Sócrates resultaron ser irrelevantes.
En sus Memorabilia, el historiador Jenofonte recoge un diálogo entre Sócrates y Lamprocles en el que Sócrates intenta persuadir a su hijo de que muestre la gratitud exigida y esperada por la religión y la sociedad hacia su pendenciera y dura madre Jantipa, a pesar de sus modales difíciles de tolerar. No se conocen detalles sobre la vida posterior de Lamprocles.